# Marktschorgast
Marktschorgast là một đô thị thuộc huyện Kulmbach bang Bayern nước Đức

## Các khu vực dân cư
Marktschorgast is arranged in the following boroughs:
| - Grundmühle - Marktschorgast - Mittelpöllitz - Oberpöllitz - Pulst | - Rohrersreuth - Thalmühle - Unterpöllitz - Ziegenburg |